# لاوخهمر
شهر لاوخهمر (به آلمانی: Lauchhammer) در ایالت برندنبورگ در کشور آلمان واقع شده‌است.